# Jorja Smith
Jorja Alice Smith (Walsall, 11 de junio de 1997) es una cantautora británica. Ha lanzado varios sencillos desde enero de 2016 y colaborado con artistas como Drake, Kali Uchis, Stormzy y el productor Preditah. Smith lanzó su EP debut, Project 11, en noviembre de 2016. En 2018, ganó el premio Brit Critics' Choice Award. Su álbum debut, Lost & Found, fue lanzado en junio de 2018 y llegó a la tercera posición en los UK Albums Chart.

## Biografía

### 1997–2015: Primeros años
Jorja Alice Smith nació el 11 de junio de 1997 en Walsall, West Midlands, de padre jamaicano y madre inglesa. Su padre, Peter, es un músico retirado y fue vocalista en un grupo de soul llamado 2nd Naicha antes de que Smith naciera, y su madre, Jolene, es una diseñadora de joyas. Smith tiene un hermano pequeño, Luca, y es la prima del futbolista de Leeds United, Kemar Roofe.
Comenzó a tomar clases de piano a los 8 años animada por su padre. Smith ganó una beca en el Aldridge School, donde aprendió a tocar el oboe y estudió canto clásico. Fue descubierta por un agente a los 15 años tras subir videos de ella cantando a Youtube. Poco después, comenzó a viajar a Londres para escribir canciones con Maverick Sabre y Ed Thomas, cuando se encontraba en el colegio. Después de graduarse, se mudó a Londres a la edad de 18 años donde continuó escribiendo canciones.

### Vida personal
En septiembre de 2017, comenzó a salir con el cantante y productor Joel Compass.

## Carrera musical

### 2016–2019: Comienzos yLost & Found
En enero de 2016, Smith lanzó su sencillo debut "Blue Lights" en SoundCloud; la canción consiguió 400.000 reproducciones en la página en un mes. Su segundo sencillo "Where Did I Go?", fue lanzado en mayo, fue elegido por Drake como su canción favorita del momento en Entertainment Weekly en julio. En noviembre de 2016, lanzó su debut EP, Project 11. Ese mismo mes, Smith fue seleccionada como una de las estrellas en alza en la lista de BBC Music, Sound of 2017, acabando cuarta.
Smith actuó como invitada en el Boy Meets World Tour de Drake en febrero y marzo de 2017, y figuró en dos canciones de su mixtape More Life (2017). Lanzó la canción "Beautiful Little Fools" en el Día internacional de la mujer. En mayo, lanzó la canción de Kali Uchis, "Tyrant". Lanzó su tercer sencillo, "Teenage Fantasy", en junio. Dos meses más tarde, Smith y Preditah lanzaron un sencillo en conjunto llamado "On My Mind".
Actuó en la gira de Bruno Mars, 24K Magic World Tour en octubre y noviembre de 2017. En diciembre, fue el recipiente del Brit Critics' Choice Award. Fue la primera artista independiente en ser nominada y por lo tanto la primera en ganar.
En enero de 2018, lanzó el sencillo "Let Me Down" junto al rapero Stormzy. Smith coescribió "I Am" para la banda sonora de Black Panther, lanzada en febrero. Ese mismo mes actuó en los BRIT Award junto a Rag'n'Bone Man. En abril, hizo su debut televisivo en Jimmy Kimmel Live! cantando "Blue Lights". Su álbum debut, Lost & Found, fue lanzado en junio de 2018. Ese mismo mes comenzó una gira a través de Europa y Japón. La gira Lost & Found en Norteamérica comenzó el 19 de noviembre de ese año en Seattle y concluyó el 19 de diciembre de Toronto con Ravyn Lenae de telonera.

### 2020–presente:Be Right BackyFalling or Flying
Smith lanzó dos sencillos en 2020. El primero fue "By Any Means", que lanzó en julio. La canción fue una poderosa declaración en apoyo al movimiento Black Lives Matter y la lucha contra la brutalidad policial. El segundo sencillo, "Come Over", con la colaboración de Popcaan, fue lanzado más tarde en el año.
En 14 de mayo de 2021, Jorja Smith lanzó su álbum "Be Right Back" . El álbum es descrito como una mezcla o EP en lugar de un álbum completo. Cuenta con ocho pistas y tiene una duración total de aproximadamente 25 minutos. El álbum muestra el lado experimental de Jorja Smith, explorando géneros como R&B y trip hop. Incluye colaboraciones con artistas como la rapera británico-nigeriana Shaybo y presenta pistas como "Bussdown" y "Gone". El álbum ha recibido críticas generalmente positivas de los críticos, con la revista Clash describiéndolo como "impecable" y elogiando a Jorja Smith por expandir su sonido y perfeccionar su enfoque.
Smith lanzó el sencillo "Little Things" el 11 de mayo de 2023. Esta canción llegó al puesto número 11 en el UK Singles Top 75, mostrando su popularidad y recepción positiva entre los oyentes.El 18 de mayo de 2023, Smith anunció que su próximo álbum de estudio, Falling or Flying, sería lanzado en septiembre de 2023.Falling or Flying es el segundo álbum de estudio de Jorja Smith y cuenta con 16 canciones. Algunas de las canciones destacadas del álbum incluyen "Try Me", "Little Things", "Go Go Go" y la canción titular "Falling or Flying". El álbum muestra la evolución artística de Jorja Smith, quien busca progresar artísticamente y alejarse del pop convencional.